# Jerry Bock
Jerrold Lewis „Jerry“ Bock (* 23. November 1928 in New Haven, Connecticut; † 2. November 2010 in Mount Kisco, New York) war ein US-amerikanischer Komponist.

## Leben
Schon in seiner Zeit auf der Highschool widmete sich der junge Jerry Bock intensiv dem Komponieren und machte dadurch die musikalische Öffentlichkeit zum ersten Mal auf sich aufmerksam. 1958 begann die Zusammenarbeit mit dem Texter und Librettisten Sheldon Harnick.
Die nächsten sieben Jahre wurden die erfolgreichsten für Jerry Bock. In dieser Zeit schuf er seine größten Musicalerfolge, die ihm den Pulitzer-Preis, insgesamt zehn Tony-Awards und eine Reihe von Kritiker- und Publikumspreisen einbrachten.
Die wohl berühmteste Melodie aus der Feder von Jerry Bock ist:
Wenn ich einmal reich wär’ (If I Were A Rich Man) aus seinem erfolgreichsten Musical Anatevka (Fiddler On The Roof).
Jerry Bock wurde gemeinsam mit seinem Texter Joseph Stein in die Theater Hall of Fame aufgenommen.
Er machte sich in seiner Heimat auch einen Namen dadurch, dass er sich in vielen Stiftungen und Fonds intensiv für den Nachwuchs einsetzte.

## Werke
- Fiorello!
- Tenderloin
- Man in the Moon
- She Loves Me (ein Tony Award)
- Fiddler on the Roof (dt. Anatevka), Uraufführung am 22. September 1964 in New York (neun Tony Awards)
- The Apple Tree
- The Rothschilds
- Fiddler On The Roof Junior
- Brandon Finds His Star